# Leslie (cantante)
Leslie Bourgouin (Le Mans, Sarthe, Países del Loira, 4 de febrero de 1985), conocida simplemente como Leslie, es una cantante y compositora de pop y R&B francesa. Su padre es de ascendencia vietnamita y polinesia, mientras que su madre es francesa. Está casada con el productor musical francés Djamel Ferazi, conocido como Kore, con quien tiene un hijo.
En 2007, grabó un sencillo a dúo con el cantante de R&B Bobby Valentino, "Accorde-moi", incluido en su tercer álbum de estudio, "L'amour en vol".
Ese mismo año, versionó varias canciones de los años 80 (las cuales iban a estar en su álbum Futur 80, pero terminó siendo cancelado), incluyendo «Boule de flipper», originalmente cantada por Corynne Charby, «Mise au point» de Jakie Quartz y «Les Bêtises» de Sabine Paturel.

## Discografía

### Álbumes
| Año  | Información | Posiciones en las listas de Francia | Ventas en Francia |
| ---- | --- | ----------------------------------- | ----------------- |
| 2002 | Je suis et je resterai - Primer álbum de estudio - Fecha de lanzamiento: 13 de noviembre de 2002 - Formatos: CD                 | 41                                  | 130,000           |
| 2004 | Mes couleurs - Segundo álbum de estudio - Fecha de lanzamiento: 17 de mayo de 2004 - Formatos: CD, descarga digital             | 10                                  | 220,000           |
| 2006 | L'amour en vol - Tercer álbum de estudio - Fecha de lanzamiento: 20 de noviembre de 2006 - Formatos: CD, descarga digital       | 50                                  | 100,000           |
| 2008 | Futur 80 - Álbum cancelado | -                                   | -                 |
| 2010 | À la recherche du bonheur - Cuarto álbum de estudio - Fecha de lanzamiento: Septiembre de 2010 - Formatos: CD, descarga digital | 34                                  | 6,000             |
| 2013 | Les enfants de l'orage - Quinto álbum de estudio - Fecha de lanzamiento: 4 de febrero de 2013 - Formatos: CD, descarga digital  | 70                                  | 3,000             |

### Apariciones en álbumes
- 2004: Raï'n'B Fever
- 2006: Raï'n'B Fever 2
- 2008: Raï'n'B Fever 3

### Sencillos
| Año  | Sencillo                                         | Posiciones en las listas | Posiciones en las listas | Posiciones en las listas | Ventas en Francia    | Álbum                     |
| Año  | Sencillo                                         | FR                       | BEL (Wa)                 | SUI                      | Ventas en Francia    | Álbum                     |
| ---- | ------------------------------------------------ | ------------------------ | ------------------------ | ------------------------ | -------------------- | ------------------------- |
| 2002 | "Le bon choix"                                   | 11                       | —                        | —                        | 140,000              | Je suis et je resterai    |
| 2002 | "Je suis et je resterai"                         | 13                       | —                        | —                        | 120,000              | Je suis et je resterai    |
| 2003 | "On n'sait jamais" (feat. Magic System & Sweety) | 8                        | —                        | 22                       | 210,000              | Je suis et je resterai    |
| 2003 | "Pardonner"                                      | 18                       | 27                       | 80                       | 110,000              | Je suis et je resterai    |
| 2004 | "Sobri (notre destin)" (feat. Amine)             | 2                        | 2                        | 29                       | 400,000              | Mes couleurs              |
| 2004 | "Et j'attends"                                   | 7                        | 15                       | 38                       | 130,000              | Mes couleurs              |
| 2005 | "Vivons pour demain"                             | 23                       | —                        | 54                       | 50,000               | Mes couleurs              |
| 2006 | "L'envers de la Terre"                           | 16                       | —                        | 65                       | 55,000               | L'amour en vol            |
| 2006 | "Sobri 2" (con Amine)                            | 12                       | —                        | —                        | 49,000               | L'amour en vol            |
| 2007 | "Accorde-moi" (feat. Bobby Valentino)            | 11                       | —                        | —                        | 22,000               | L'amour en vol            |
| 2008 | "Mise au point"                                  | Sencillo promocional     | Sencillo promocional     | Sencillo promocional     | Sencillo promocional | Futur 80                  |
| 2010 | "Tout sur mon père"                              | —                        | —                        | —                        | —                    | À la recherche du bonheur |
| 2010 | "Never Never"                                    | —                        | —                        | —                        | —                    | À la recherche du bonheur |
| 2010 | "Hier Encore"                                    | —                        | —                        | —                        | —                    | À la recherche du bonheur |
| 2012 | "Des mots invincibles"                           | 75                       | —                        | —                        | 8,000                | Les enfants de l'orage    |
| 2012 | "Ma génération"                                  | —                        | —                        | —                        |                      | Les enfants de l'orage    |
| 2013 | "Je te donne (featuring Ivyrise)"                | 38                       | —                        | —                        | 13,000               | Les enfants de l'orage    |

### Colaboración en otros sencillos
| Año  | Sencillo                 | Créditos                                                     | Ventas y posiciones en las listas | Ventas y posiciones en las listas | Ventas y posiciones en las listas | Álbum              |
| Año  | Sencillo                 | Créditos                                                     | FR                                | BEL (Wa)                          | SUI                               | Álbum              |
| ---- | ------------------------ | ------------------------------------------------------------ | --------------------------------- | --------------------------------- | --------------------------------- | ------------------ |
| 2005 | "Et puis la Terre..."    | Como parte del colectivo A.S.I.E.                            | 2                                 | 2                                 | 8                                 |                    |
| 2006 | "Protège-toi"            | Como parte del colectivo Protection Rapprochée               | 24                                | —                                 | —                                 |                    |
| 2006 | "L'Or de nos vies"       | Como parte del colectivo Fight Aids                          | 5                                 | 14*(Ultratip)                     | 43                                |                    |
| 2007 | "Pour que tu sois libre" | Como parte de La Rose Marie Claire                           | 21                                | 30                                | —                                 |                    |
| 2008 | "Parle, Hugo, parle"     | Como parte de Les Voix de l'Enfant                           | 17                                | —                                 | —                                 |                    |
| 2011 | "I Need You More"        | Crush & Alexandra feat. Leslie                               | 54                                | —                                 | —                                 | I Need You More    |
| 2012 | "Je te donne"            | Leslie & Ivyrise Como parte del colectivo Génération Goldman | 38                                | —                                 | —                                 | Génération Goldman |

*No apareció en las listas oficiales Ultratop 50 belgas, sino en las listas Ultratip que estaban surgiendo.